# G30-as gyorsított személyvonat
A G30-as gyorsított személyvonat egy budapesti elővárosi vonat Budapest-Déli és Székesfehérvár között a nyári időszakban. Vonatszámuk 45-tel kezdődik.

## Járművek
A vonalon MÁV V43 mozdony közlekedik fecske Bhv kocsikkal és BDt/Bd/Dd/Ddb sorozatú nagy befogadóképességű kerékpárszállító kocsival.
A 2025-ös főszezonban a járat Fecske Bhv kocsik helyett Halberstadti kocsikkal közlekedik :)

## Története
A járat 2016. május 14-étől szeptember 25-éig járt hétvégente Budapest-Déli pályaudvar és Székesfehérvár között. Feladata elsősorban a Velencei-tó megközelítésének biztosítása volt. Június közepén egy hétig vágányzár miatt csak Budapest és Gárdony között járt.
A vasútvonalon 2017. szeptember 1-jétől december 7-éig vágányzári menetrend volt érvényben, ekkor a G30-as vonatok Budapest-Déli és Székesfehérvár között óránként jártak, a G43-as gyorsított vonatok helyett.
2018 nyarán a Budapest–Pusztaszabolcs-vasútvonal felújítása miatt a vonat hétvégen nem közlekedett, helyette G43-as gyorsított vonatok és a pusztaszabolcsi elővárosi vonatok pótolták. 2019 nyarán újra közlekedett, de csak hétvégente 1 pár, a másik helyett a Siófokra közlekedő sebesvonat pótolta, amely Székesfehérváron nem állt meg. 2019 szeptemberétől menetrendváltásig a G44-es gyorsított személyvonat helyett Tárnokról napi egyszer indult a G30-as gyorsított vonat pótolta, Érd felső helyett Érd alsón keresztül közlekedett.
2020 nyarán újra Budapest és Székesfehérvár között járt, hétvégente 2 vonatpárral. A szerelvény nagy befogadóképességű kerékpárszállító kocsit is továbbított.
2021. május 17-től a vonat már elő- utószezonban is közlekedik hétvégente 2 párral.
2023-ban az elő és utószezonban hétvégente 2 vonatpár,főszezonban 1 vonatpár közlekedett.

## Útvonala
| A vonat csak a nyári szezonban közlekedik. Az átszállási kapcsolatok között az azonos útvonalon, de sűrűbb megállási renddel közlekedő S30 -as, S34 -es és S35 -ös személy-, illetve a Z30 -as zónázóvonat nincs feltüntetve. |                           |          | |
| Perc (↓) | Állomás                   | Perc (↑) | Átszállási kapcsolatok |
| 0 | Budapest-Déli végállomás  | 56       | 17, 56A, 59A, 61 21, 21A, 39, 102, 139, 140, 140A, 221 S10 , S40 , S42 , IC, InterRégió, sebesvonat, |
| 7 | Budapest-Kelenföld        | 49       | 1, 19, 49 8E, 40, 53, 58, 87, 88, 88A, 101E, 103, 141, 150, 154, 173, 187, 188, 250, 250B 689, 710, 722, 724, 731, 735, 760 S10 , G10 , S36 , S40 , S42 , G43 , IC, EC, EN, InterRégió, sebesvonat, gyorsvonat, expresszvonat, |
| 18 | Érd alsó                  | 36       | 710, 712, 722, 734, 735, 736, 742, 744, 746 1120 S36 , sebesvonat |
| 36 | Velence                   | 18       | 707, 716, 718, 749 G43 , expresszvonat |
| 38 | Velencefürdő              | 15       | 707, 759 G43 |
| 41 | Gárdony                   | 12       | 707, 716, 759 G43 , sebesvonat |
| 43 | Agárd                     | 9        | 707, 716, 751, 759 G43 |
| 55 | Székesfehérvár végállomás | 0        | 13A, 20, 31, 32, 33, 34, 35, 36, 37, 38, 43, 44 Helyközi buszok G43 , S150 , S440 , IC, InterRégió, sebesvonat, expresszvonat                                                                                                  |